# Од Францен
Од Францен (20. јануар 1913 – 2. октобар 1977)  био је норвешки фудбалер, спољни десни играч из Бергена, који је играо за Харди. За репрезентацију Норвешке наступио је 20 пута и постигао пет голова. Био је члан норвешке репрезентације која је освојила бронзану медаљу на Летњим олимпијским играма 1936. године,  победивши Немачку са 2 : 0 у четвртфиналу,  и играо је на Светском првенству 1938. године. Норвешка је играла своју прву утакмицу против Италије у осмини финала (2 : 1), а Италија је на крају освојила куп.
Францена је шутнуо на смрт провалник у његовој кући 2. октобра 1977. године. Двадесетпетогодишњи мушкарац је осуђен за убиство из нехата због инцидента, заједно са двадесетчетворогодишњом женом која је имала саучесништво (добили су 5, односно 1 годину затвора). Циљ упада је био набавка алкохола.
Францен се оженио Бети Блиндхајм 26. јула 1941; развели су се 1965. Францен је имао најмање две унуке, Џој Францен и Лин Терезу Соленд Отербу.